# Zofia Szlenkier

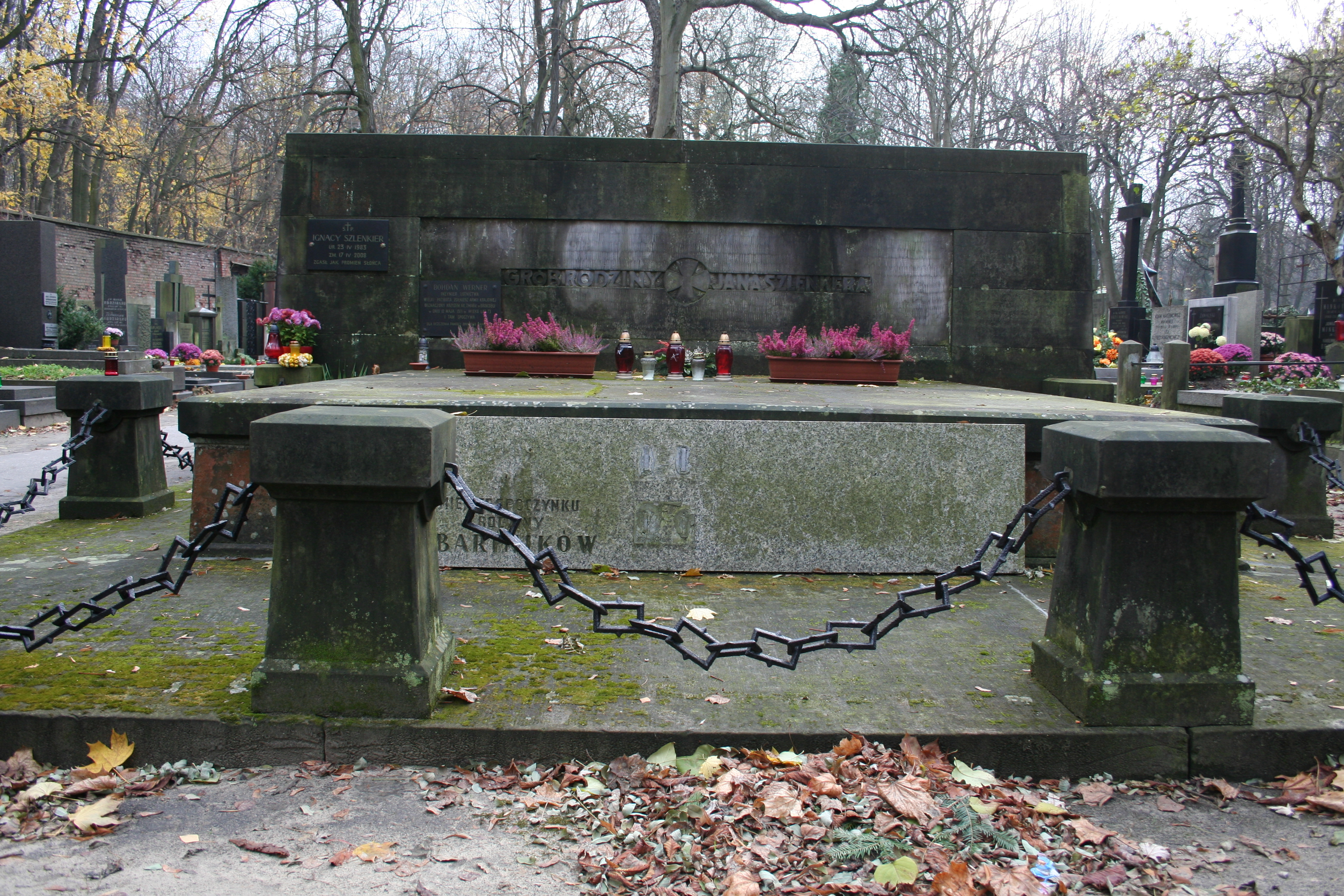
Grób Zofii Szlenkier na cmentarzu Stare Powązki w Warszawie

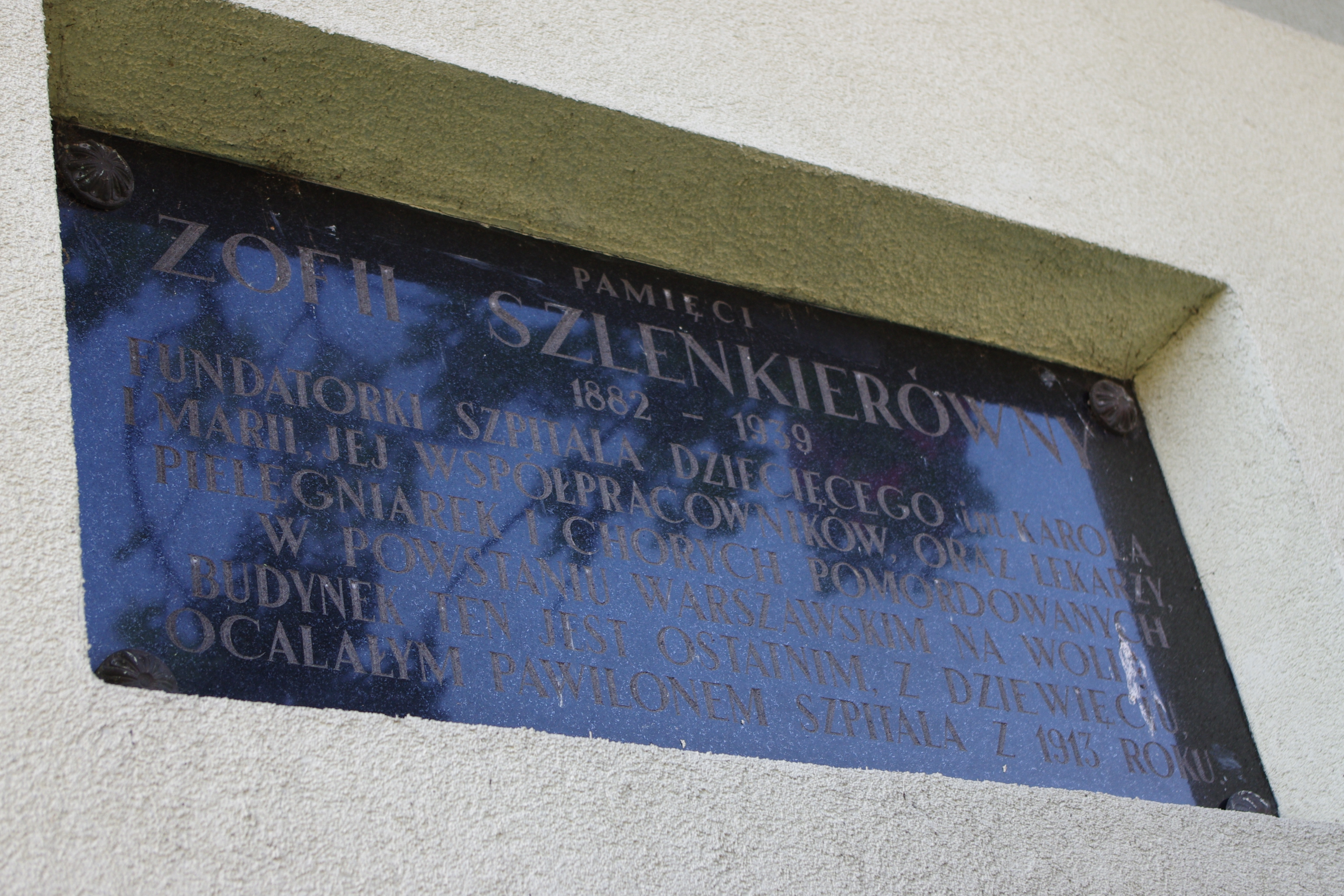
Tablica upamiętniająca Zofię Szlenkier na budynku przychodni przy ul. Żytniej 39 w Warszawie (dawny pawilon szpitala dziecięcego im. Karola i Marii, którego była fundatorką)

Zofia Regina Szlenkierówna (ur. 7 września 1882 w Warszawie, zm. 2 października 1939 tamże) – polska pielęgniarka, pionierka pielęgniarstwa świeckiego, filantropka. Fundatorka Szpitala im. (rodziców) Karola i Marii dla Dzieci w Warszawie na Lesznie, współzałożycielka i dyrektorka Warszawskiej Szkoły Pielęgniarstwa utworzonej na ul. Smolnej w 1921.

## Życiorys
Córka Karola Szlenkiera, przemysłowca i Marii Zenobii z Grosserów. Początkowo kształciła się w domu. W latach 1905–1907 studiowała medycynę w Genewie. Nie ukończyła studiów ze względu na chorobę matki. W latach 1908–1910 edukowała się w Szkole Pielęgniarstwa Florence Nightingale w Londynie. Miała wówczas w planach wybudowanie nowoczesnego szpitala dla dzieci (poświęciła na ten cel majątek otrzymany po rodzicach). Założyła Szpital im. Karola i Marii dla Dzieci w Warszawie, który okazał się jednym z najnowocześniejszych szpitali w Europie (oddany do użytku w 1913). Następnie Zofia Szlenkier przekazała go miastu. Jednak pracowała w nim do końca życia jako kuratorka. Zajmowała się zatrudnianiem pielęgniarek. Od początku istnienia szpitala, pielęgniarki dobierane były spośród kobiet świeckich i cały czas doszkalane. Zofia Szlenkier wymagała całkowitego poświęcenia pracy, toteż pielęgniarkami mogły w nim być jedynie kobiety bezdzietne i niezamężne. Założenie rodziny było równoznaczne z utratą pracy. Odbywały w nim także praktyki uczennice nowoczesnych szkół pielęgniarstwa. Spośród personelu szpitala wyłoniły się również pierwsze nauczycielki pielęgniarstwa pediatrycznego.
W 1920 skończyła kurs w Szkole Pielęgniarstwa im. Florence Nightingale we Francji (Bordeaux). W 1928, po otrzymaniu dyplomu została dyrektorką w Warszawskiej Szkole Pielęgniarstwa, którą zarządzała do 1 grudnia 1936. Następnie podjęła pracę w szpitalu.
Uczestniczyła w pracach Polskiego Stowarzyszenia Pielęgniarek Zawodowych oraz Polskim Towarzystwie Szpitalnictwa (w obu stowarzyszeniach była członkiem honorowym).
We wrześniu 1939 roku Szlenkierówna została poważnie ranna w niemieckim nalocie na Warszawę. Była leczona w jednym ze stołecznych warszawskich szpitali. Zmarła wskutek odniesionych ran i ograniczonych możliwości leczenia w okupowanej Warszawie.
Została pochowana na cmentarzu Stare Powązki w Warszawie (kwatera Z-3-18,19).

## Ordery i odznaczenia
- Krzyż Komandorski Orderu Odrodzenia Polski (11 listopada 1934)[8]
- Krzyż Oficerski Orderu Odrodzenia Polski (13 lipca 1921)[9][10][11][12]
- Złoty Krzyż Zasługi
- Medal Florence Nightingale (1935)
- Papieski order Pro Ecclesia et Pontifice

## Upamiętnienie
Kilka szkół medycznych w Polsce wybrało Zofię Szlenkier jako swoją patronkę:
- Medyczne Studium Zawodowe im. Z. Szlenkier w Toruniu (obecnie nieistniejące)
- Zespół Szkół Medycznych im. Z. Szlenkierówny w Liceum Ogólnokształcącym w Toruniu
- Medyczne Studium Zawodowe im. Z. Szlenkierówny w Kolnie (obecnie nieistniejące)
- Medyczna Szkoła Policealna Województwa Śląskiego im. Z. Szlenkierówny w Katowicach
- Liceum Medyczne w Pruszkowie im. Z. Szlenkierówny (obecnie nieistniejące)